# Maurine Dorneles Gonçalves
Maurine Dorneles Gonçalves, nota come Maurine (Rio Grande, 14 gennaio 1986), è un'ex calciatrice brasiliana, di ruolo difensore e centrocampista.

## Caratteristiche tecniche
Grazie alla sua versatilità e al fatto di essere ambidestra, ha ricoperto diversi ruoli nel corso della sua carriera, ma è stata spesso utilizzata come terzino o centrocampista difensivo.

## Carriera
All'età di 15 anni Maurine giocava per il Grêmio. Nel 2006 e nel 2007 ha giocato per il CEPE-Caxias di Rio de Janeiro, per poi passare al Santos nella stagione 2008. Con le bianconere ha ottenuto il successo nella Copa Libertadores sia nel 2009 sia nel 2010: sua la rete decisiva in finale, all'89°, contro le cilene dell'Everton de Viña del Mar. Nel 2011 Maurine e la connazionale Marta si sono trasferite nel campionato statunitense WPS, ma dopo una sola partita disputata con la maglia delle Western New York Flash Maurine è tornata in patria al Santos.
Nel 2012 la squadra fu smantellata dal presidente Luis Oliveira. Secondo i media locali questa operazione sarebbe stata necessaria per accumulare fondi aggiuntivi e trattenere la giovane stella Neymar, all'epoca conteso dal Barcellona e dal Real Madrid. Nel 2015 un nuovo presidente ha reintegrato la squadra femminile e nel luglio successivo Maurine ha firmato con le bianconere un nuovo contratto. Nel giugno 2021, all'età di 35 anni, Maurine ha annunciato il suo ritiro dal calcio.

## Statistiche

### Cronologia presenze e reti in nazionale
Statistiche aggiornate al 28 luglio 2017.
| Cronologia completa delle presenze e delle reti in nazionale ― Brasile | Cronologia completa delle presenze e delle reti in nazionale ― Brasile | Cronologia completa delle presenze e delle reti in nazionale ― Brasile | Cronologia completa delle presenze e delle reti in nazionale ― Brasile | Cronologia completa delle presenze e delle reti in nazionale ― Brasile | Cronologia completa delle presenze e delle reti in nazionale ― Brasile | Cronologia completa delle presenze e delle reti in nazionale ― Brasile | Cronologia completa delle presenze e delle reti in nazionale ― Brasile |
| Data                                                                   | Città                                                                  | In casa                                                                | Risultato                                                              | Ospiti                                                                 | Competizione                                                           | Reti                                                                   | Note                                                                   |
| ---------------------------------------------------------------------- | ---------------------------------------------------------------------- | ---------------------------------------------------------------------- | ---------------------------------------------------------------------- | ---------------------------------------------------------------------- | ---------------------------------------------------------------------- | ---------------------------------------------------------------------- | ---------------------------------------------------------------------- |
| 15-06-2008                                                             | Suwon                                                                  | Brasile                                                                | 2 – 1                                                                  | Italia                                                                 | Coppa della Regina della Pace 2008                                     | 1                                                                      |                                                                        |
| 17-06-2008                                                             | Suwon                                                                  | Stati Uniti                                                            | 1 – 0                                                                  | Brasile                                                                | Coppa della Regina della Pace 2008                                     | -                                                                      |                                                                        |
| 13-07-2008                                                             | Commerce City                                                          | Stati Uniti                                                            | 1 – 0                                                                  | Brasile                                                                | Amichevole                                                             | -                                                                      | 75’                                                                    |
| 17-07-2008                                                             | San Diego                                                              | Stati Uniti                                                            | 1 – 0                                                                  | Brasile                                                                | Amichevole                                                             | -                                                                      | 46’                                                                    |
| 03-07-2011                                                             | Wolfsburg                                                              | Brasile                                                                | 3 – 0                                                                  | Norvegia                                                               | Mondiali 2011                                                          | -                                                                      |                                                                        |
| 06-07-2011                                                             | Francoforte                                                            | Guinea Equatoriale                                                     | 0 – 3                                                                  | Brasile                                                                | Mondiali 2011                                                          | -                                                                      |                                                                        |
| 10-07-2011                                                             | Dresda                                                                 | Brasile                                                                | 2 – 2 dts (3-5 dtr)                                                    | Stati Uniti                                                            | Mondiali 2011                                                          | -                                                                      | 112’                                                                   |
| 19-10-2011                                                             | Zapopan                                                                | Argentina                                                              | 0 – 2                                                                  | Brasile                                                                | Giochi panamericani 2011                                               | -                                                                      |                                                                        |
| 21-10-2011                                                             | Zapopan                                                                | Brasile                                                                | 2 – 1                                                                  | Costa Rica                                                             | Giochi panamericani 2011                                               | -                                                                      |                                                                        |
| 23-10-2011                                                             | Zapopan                                                                | Brasile                                                                | 0 – 0                                                                  | Canada                                                                 | Giochi panamericani 2011                                               | -                                                                      |                                                                        |
| 26-10-2011                                                             | Zapopan                                                                | Brasile                                                                | 1 – 0                                                                  | Messico                                                                | Giochi panamericani 2011                                               | 1                                                                      |                                                                        |
| 28-10-2011                                                             | Zapopan                                                                | Brasile                                                                | 1 – 1 dts (3-4 dtr)                                                    | Canada                                                                 | Giochi panamericani 2011                                               | -                                                                      |                                                                        |
| 03-04-2012                                                             | Chiba                                                                  | Brasile                                                                | 0 – 3                                                                  | Stati Uniti                                                            | Amichevole                                                             | -                                                                      |                                                                        |
| 25-07-2012                                                             | Cardiff                                                                | Camerun                                                                | 0 – 5                                                                  | Brasile                                                                | Olimpiadi 2012                                                         | -                                                                      |                                                                        |
| 28-07-2012                                                             | Cardiff                                                                | Nuova Zelanda                                                          | 0 – 1                                                                  | Brasile                                                                | Olimpiadi 2012                                                         | -                                                                      |                                                                        |
| 31-07-2012                                                             | Cardiff                                                                | Regno Unito                                                            | 1 – 0                                                                  | Brasile                                                                | Olimpiadi 2012                                                         | -                                                                      | 46’                                                                    |
| 11-06-2014                                                             | Remire-Montjoly                                                        | Francia                                                                | 0 – 3                                                                  | Brasile                                                                | Amichevole                                                             | -                                                                      |                                                                        |
| 20-08-2014                                                             | Nimega                                                                 | Paesi Bassi                                                            | 0 – 0                                                                  | Brasile                                                                | Amichevole                                                             | -                                                                      | 87’                                                                    |
| 12-11-2014                                                             | Loja                                                                   | Brasile                                                                | 6 – 0                                                                  | Bolivia                                                                | Coppa America 2014                                                     | -                                                                      |                                                                        |
| 14-11-2014                                                             | Ambato                                                                 | Paraguay                                                               | 1 – 4                                                                  | Brasile                                                                | Coppa America 2014                                                     | -                                                                      | 76’                                                                    |
| 18-11-2014                                                             | Cuenca                                                                 | Cile                                                                   | 0 – 2                                                                  | Brasile                                                                | Coppa America 2014                                                     | 1                                                                      |                                                                        |
| 24-11-2014                                                             | Quito                                                                  | Brasile                                                                | 4 – 0                                                                  | Ecuador                                                                | Coppa America 2014                                                     | 1                                                                      | Uscita                                                                 |
| 26-11-2014                                                             | Sangolquí                                                              | Brasile                                                                | 6 – 0                                                                  | Argentina                                                              | Coppa America 2014                                                     | 1                                                                      | Uscita                                                                 |
| 28-11-2014                                                             | Quito                                                                  | Colombia                                                               | 0 – 0                                                                  | Brasile                                                                | Coppa America 2014                                                     | -                                                                      |                                                                        |
| 26-11-2014                                                             | Lione                                                                  | Francia                                                                | 2 – 0                                                                  | Brasile                                                                | Amichevole                                                             | -                                                                      | 91’                                                                    |
| 14-12-2014                                                             | Brasilia                                                               | Brasile                                                                | 3 – 2                                                                  | Stati Uniti                                                            | Amichevole                                                             | -                                                                      | 59’                                                                    |
| 21-12-2014                                                             | Brasilia                                                               | Brasile                                                                | 0 – 0                                                                  | Stati Uniti                                                            | Amichevole                                                             | -                                                                      | 57’                                                                    |
| 04-03-2015                                                             | Albufeira                                                              | Brasile                                                                | 0 – 0                                                                  | Cina                                                                   | Algarve Cup 2015                                                       | -                                                                      | 62’                                                                    |
| 06-03-2015                                                             | Lagos                                                                  | Svezia                                                                 | 0 – 0                                                                  | Brasile                                                                | Algarve Cup 2015                                                       | -                                                                      | 80’                                                                    |
| 09-03-2015                                                             | Parchal                                                                | Brasile                                                                | 1 – 3                                                                  | Germania                                                               | Algarve Cup 2015                                                       | -                                                                      | 46’                                                                    |
| 18-06-2015                                                             | Moncton                                                                | Costa Rica                                                             | 0 – 1                                                                  | Brasile                                                                | Mondiali 2015                                                          | -                                                                      |                                                                        |
| 15-07-2015                                                             | Hamilton                                                               | Brasile                                                                | 7 – 1                                                                  | Ecuador                                                                | Giochi panamericani 2015                                               | 1                                                                      | 69’                                                                    |
| 20-07-2015                                                             | Hamilton                                                               | Canada                                                                 | 0 – 2                                                                  | Brasile                                                                | Giochi panamericani 2015                                               | -                                                                      | 67’                                                                    |
| 22-07-2015                                                             | Hamilton                                                               | Brasile                                                                | 4 – 2                                                                  | Messico                                                                | Giochi panamericani 2015                                               | -                                                                      | 84’                                                                    |
| 26-07-2015                                                             | Hamilton                                                               | Brasile                                                                | 4 – 0                                                                  | Colombia                                                               | Giochi panamericani 2015                                               | 1                                                                      | 73’                                                                    |
| 04-03-2016                                                             | Vila Real de Santo António                                             | Portogallo                                                             | 1 – 3                                                                  | Brasile                                                                | Algarve Cup 2016                                                       | -                                                                      | 78’                                                                    |
| 04-06-2016                                                             | Toronto                                                                | Canada                                                                 | 0 – 2                                                                  | Brasile                                                                | Amichevole                                                             | -                                                                      | 79’                                                                    |
| 10-06-2017                                                             | Fuenlabrada                                                            | Spagna                                                                 | 1 – 2                                                                  | Brasile                                                                | Amichevole                                                             | -                                                                      | 62’                                                                    |
| 04-07-2017                                                             | Sandhausen                                                             | Germania                                                               | 3 – 1                                                                  | Brasile                                                                | Amichevole                                                             | -                                                                      | 77’                                                                    |
| 28-07-2017                                                             | Seattle                                                                | Brasile                                                                | 1 – 1                                                                  | Giappone                                                               | Tournament of Nations 2017                                             | -                                                                      | 66’                                                                    |
| Totale                                                                 |                                                                        | Presenze                                                               | 40                                                                     |                                                                        | Reti                                                                   | 7                                                                      |                                                                        |

## Palmarès

### Club

#### Competizioni nazionali
- Campeonato Brasileiro: 2

Ferroviária: 2014
Flamengo: 2016
Santos: 2017
- Campionato paulista: 3

Santos: 2010, 2011, 2018
- Campionato Carioca: 1

Flamengo: 2016
- Women's Professional Soccer Championship: 1

Western New York Flash: 2011

#### Competizioni internazionali
- Coppa Libertadores: 3

Santos: 2009, 2010
Ferroviária: 2015

### Nazionale
- Campionato sudamericano femminile di calcio: 2

2010, 2014
- Argento olimpico: 2

Atene 2004, Pechino 2008
- Giochi panamericani: 1

2015